# Principal Galaxies Catalogue
Der Principal Galaxies Catalogue (PGC) ist ein astronomischer Katalog für Galaxien. Der Katalog ist auch unter dem Kürzel LEDA bekannt.
Die 1989 von Astronomen aus Lyon und Meudon veröffentlichte Version enthielt 73.197 Objekte mit Angaben z. B. zu Position, morphologischer Klassifizierung, scheinbarer Helligkeit, Radialgeschwindigkeit und Identifikation in anderen Galaxienkatalogen. Bis 2003 wurde der PGC auf 983.261 Galaxien heller als 18. Magnitude erweitert und in die HYPERLEDA-Datenbank überführt.
Eine elektronische Version ist im VizieR-Service des Centre de Données astronomiques de Strasbourg verfügbar.